# 아이스에이지
아이스에이지(영어: Iceage)는 2008년 코펜하겐에서 결성한 덴마크의 포스트 펑크 밴드이다. 결성 이후 New Brigade (2011), You're Nothing (2013), Plowing Into the Field of Love (2014), Beyondless (2018), Seek Shelter (2021) 총 다섯개의 음반을 발매했다. 처음 결성 당시 밴드원들은 평균 17살이었으며, 첫 음반은 덴마크에서는 2011년 1월, 미국에서는 2011년 6월 발매되었다. 3집 Plowing Into the Field of Love는 인디펜던트 뮤직 컴퍼니 어소시에이션 (IMPALA)의 올해의 음반 상을 수상하기도 했다.
밴드의 보컬리스트 엘리아스 뢰넨펠트는 마칭 처치 (Marching Church)라는 이름으로도 활동하고 있다.
2021년 5월 7일, 5번째 정규 음반 Seek Shelter를 발매했다.

## 음반 목록
정규 음반
- New Brigade (2011)
- You're Nothing (2013)
- Plowing Into the Field of Love (2014)
- Beyondless (2018)
- Seek Shelter (2021)

EP
- Iceage (2009)
- Lower / Iceage (2013; split)
- To the Comrades (2013)